# Phyllium celebicum
A Phyllium celebicum a rovarok (Insecta) osztályának a botsáskák (Phasmatodea) rendjébe, ezen belül a vándorló levelek (Phylliidae) családjába és a Phylliinae alcsaládjába tartozó faj.

## Megjelenése
Nagy, lapos testű rovar, lábain lapos nyúlványokat visel, amelyek levélszerű megjelenést kölcsönöznek neki.
A nőstények 90-, a hímek 60 mm hosszúak, lábaik kiszélesedő lebenyei kisebbek, mint a P. bioculatumnak. A potroh széles része téglalap alakú. A faj hátsó szárnya jól fejlett.
A Prisopusokkal rokonságban vannak a vándorló levelek, a Phylliumok és nem lehetetlen, hogy hasonló ősformákból is alakultak ki, s így mintegy örökségképpen szerezték sajátságos testformájukat, szárnyaik csökevényes jellegét és feltűnően lapított testüket. A vándorló levelek a szárnyak alkatában árulják el a legnagyobb különbségeket. A hímnek elülső szárnyai egészen csökevényesek, de a hátulsókkal repülni is tud. A nőstény egészen elvesztette repülőképességét, de hátulsó szárnya sajátságosképpen csak csökevényes pikkelyben maradt vissza. Elülső szárnyának csak külső lapja maradt meg, a belső teljesen visszafejlődött. Innen van az, hogy az állat csak összecsukott szárnyaival utánozza a falevelet. A fekete növényi magra emlékeztető petékből kikelő kis utódok egyébként vörös színűek és egyáltalán nem hasonlítanak még a levelekre.

## Elterjedése
Eleinte csak Délkelet-Ázsiában és Új-Guineában volt ismeretes.
A vándorló levelek elterjedésében érdekes jelenség, hogy nemcsak Hátsó-Indiában s a szigetvilágon élnek, hanem átterjednek Madagaszkárba és Afrika keleti partvidékeire is. Azt a körülményt sokan bizonyára hídelméletekkel iparkodnának megoldani, de sokkal valószínűbbnek kell tartanunk, hogy ezek a fajok egy közös fejlődési centrumból kiindulva már az ősrégi időkben jutottak el úgy Afrikába, mint Ázsiába. A vándorló levelek között legismertebb a Phyllium siccifolium L. Hazája Nyugat-India. Guillot még 1889-ben a Seychelli-szigetekről négy eleven példányt kapott és azokat mogyorólevéllel táplálta. Azóta többé-kevésbé sikerült ezeket az állatokat fogságban is tartani. A P. pulchrifolium Serv.-t a budapesti állatkertben Cerva Frigyes tartotta hosszú ideig.